# 左思
左思（约250年—305年），字太沖，臨淄（今屬山東淄博）人，西晋文学家。是太康时期最傑出的作家，其《三都賦》頗被當時稱頌，造成「洛陽紙貴」。

## 生平
左思出身儒學世家，史載其「貌寝（醜）口訥（口吃）」，故不好交遊但辭章壯麗。晉武帝泰始八年（272年）前後，左思妹左棻被選入宮，於是移家洛陽，任秘書郎。元康年間，左思參與當時文人集團「二十四友」，並為賈謐講《漢書》。據《世說新語》所載，同期的潘岳是美男子，每次外出都會有不少女子手牽手地圍著他的車子，又向他的車子投擲水果。左思長得醜，看到潘岳出遊如此受人歡迎，也仿效潘岳，駕車出遊，“于是群妪齐共乱唾之，委顿而返”。《世说新语·容止第十四篇·七则》 (晉書的描述則是張載："張載甚醜，每行，小兒以瓦石擲之，委頓而反" 《晉書/卷055/潘岳》)
賈謐被誅，左思退居，專意典籍。後齊王司馬冏召他為記室督，左思稱病不出。太安二年（303年）河間王司馬顒派部將張方進攻洛陽，左思遷家冀州，數歲而卒。

## 特色
在兩晉偏重形式主義的年代裡，只有左思一人，獨標異幟，出現於當時的詩壇，實有卓爾不群的氣概。他現存的作品雖不多，但大都富於諷諭寄託，具有建安、正始的風骨和傳統。陳祚明高度評價《詠史》：“創成一體，垂式千秋”。《世說新語》記王徽之夜詠《招隱詩》而訪戴逵。

## 家庭

### 父
左雍，一名熹

### 妻
翟氏

### 妹
左棻，晉武帝貴嬪

### 子女
- 子左髦，字英髦
- 女左芳，字惠芳
- 女左媛，字紈素
- 子左驄奇，字驃卿

## 評價
- 《文心雕龍·才略篇》說： “左思其才，業深覃思，盡銳於《三都》，拔萃於《詠史》。”
- 胡應麟說：「太沖《詠史》，景純《遊仙》，皆晉人傑作。《詠史》之名，起自孟堅，但指一事。魏杜摯《贈毌丘儉》，疊用八古人名，堆垛寡變。太衝題實因班，體亦本社，而造語奇偉，創格新特，錯綜震蕩，逸氣千雲，遂為古今絕唱。」[6]
- 何焯認為左思的《詠史》詩是變體：「詠史者不過美其事而詠嘆之，隱括本傳，不加藻飾，此正體也。太衝多自攄胸臆，乃又其變。」[7]

## 主要作品
左思原有集五卷，散佚，後人輯有《左太沖集》。
- 《三都賦》
- 《詠史》八首
- 《悼離贈妹詩》二首
- 《招隱詩》二首
- 《嬌女詩》
- 《齊都賦》

## 衍生作品
- 其《招隱詩》被譜為古琴曲〈招隱〉[8][9]

## 延伸阅读
[在维基数据编辑]
 在维基文库阅读此作者作品
 《晉書/卷092》，出自房玄齡《晉書》